# KrAZ Cougar
KrAZ Cougar (ukrajinsky КрАЗ Кугуар) je ukrajinský kolový obrněný transportér/automobil.

## Historie
Jedná se o vozidlo navržené společností Streit Group a vyráběné společností KrAZ v licenci na bázi podvozku Toyota Land Cruiser (J70).

## Uživatelé
- Ukrajina
  - Ukrajinské pozemní síly
  - Národní garda Ukrajiny
  - Státní pohraniční služba Ukrajiny

- Organizace pro bezpečnost a spolupráci v Evropě

## Galerie

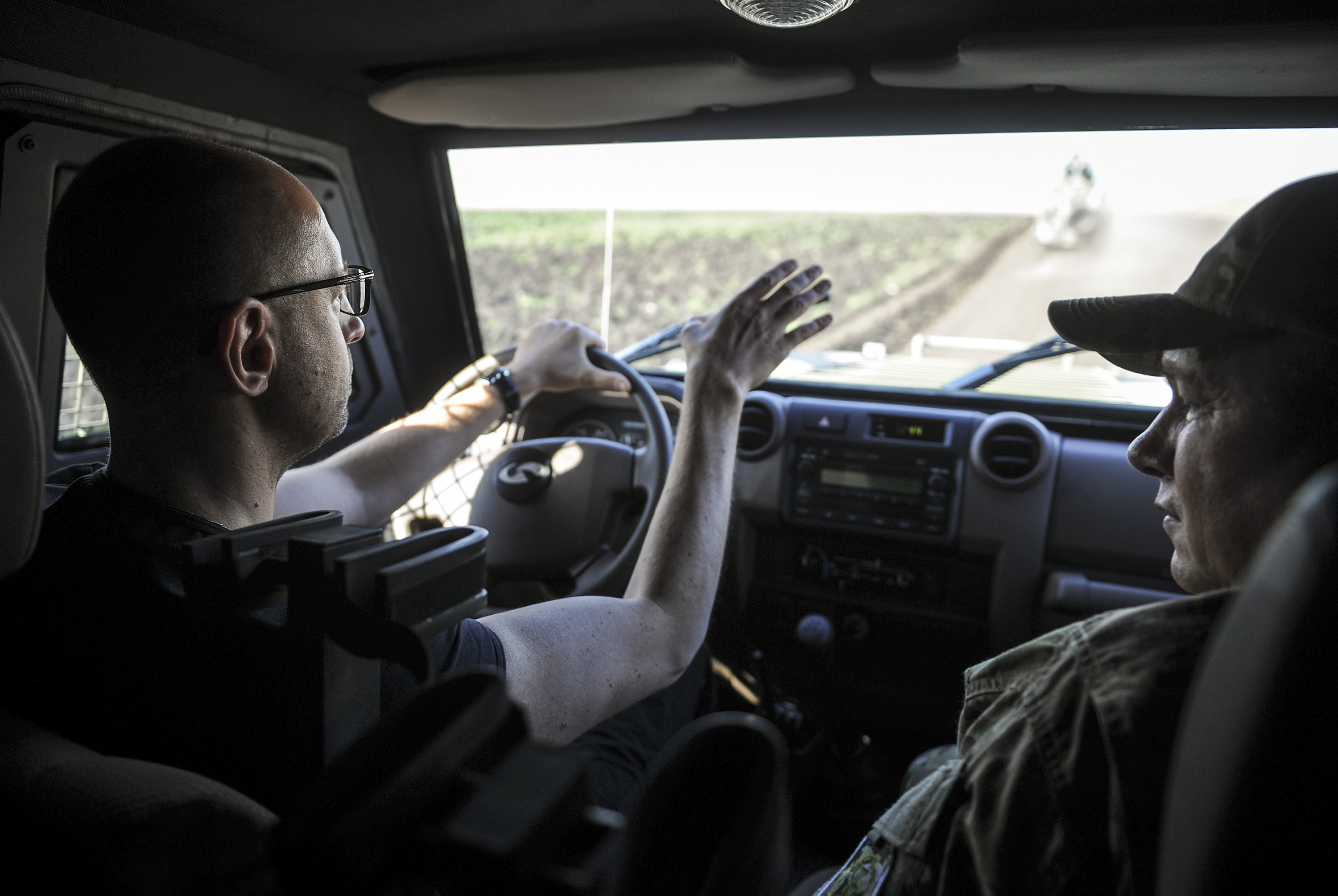
Interiér
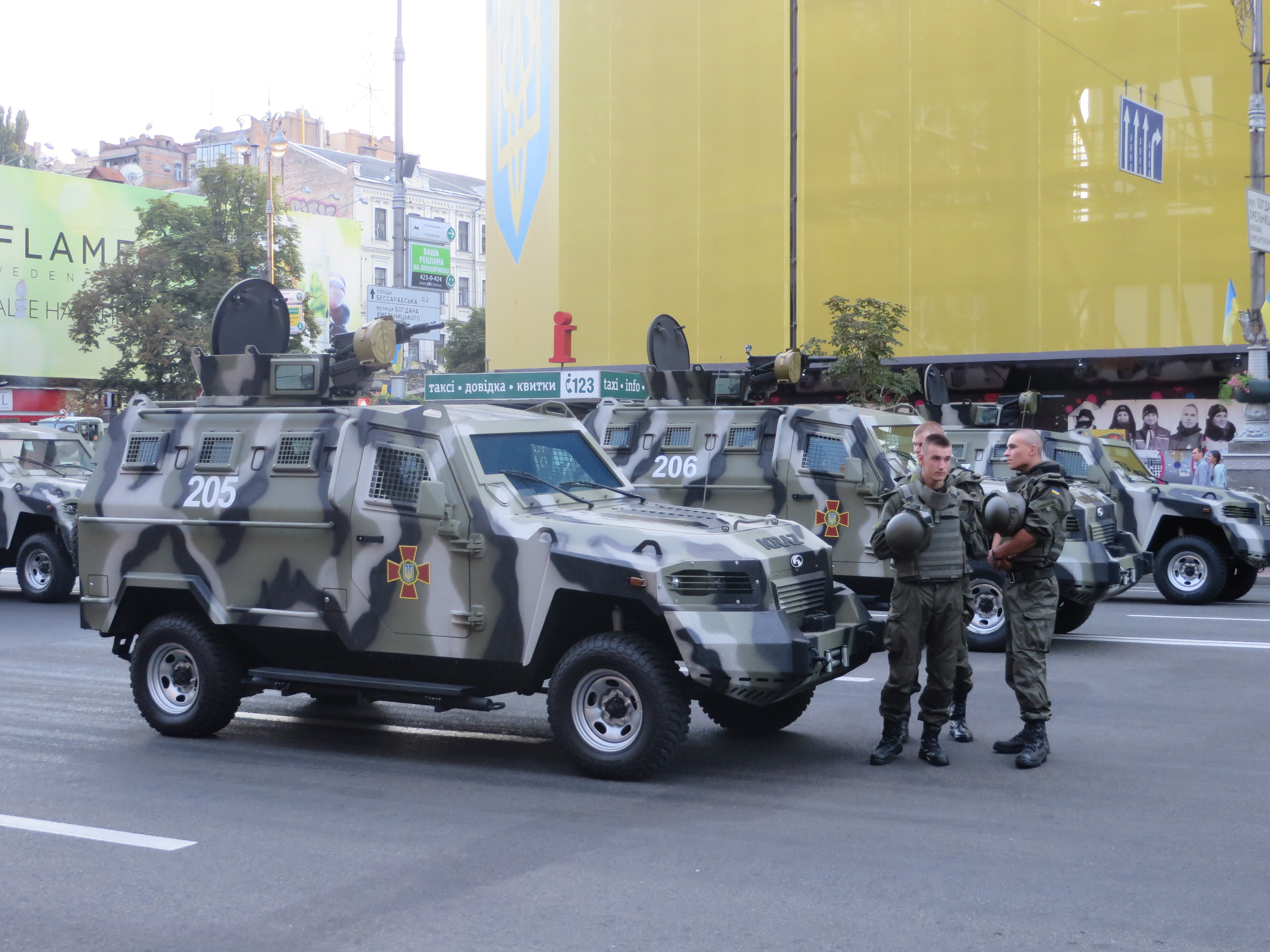
Cougar v roce 2014
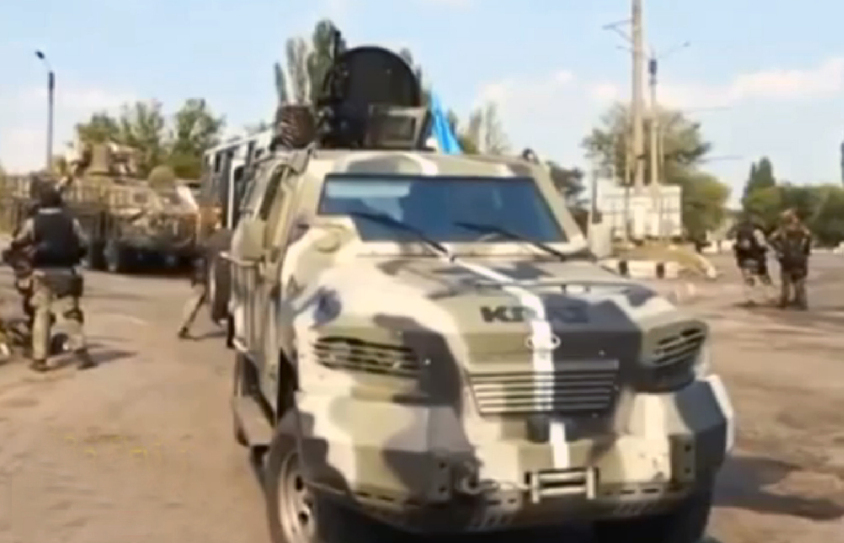
Cougar na Donbase